# Credodiaspis limuloides
Credodiaspis limuloides är en insektsart som först beskrevs av Karl Hermann Leonhard Lindinger 1909.  Credodiaspis limuloides ingår i släktet Credodiaspis och familjen pansarsköldlöss.
Artens utbredningsområde är Kamerun. Inga underarter finns listade i Catalogue of Life.